# Valentin Pikul
Valentin Savvič Pikul (rusky Валентин Саввич Пикуль; 13. července 1928, Leningrad – 16. července 1990, Riga) byl ruský sovětský spisovatel oblíbených historických románů a románů s námořní válečnou tematikou.

## Život
Pikul přišel za druhé světové války o oba rodiče. Po evakuaci z obleženého Leningradu vystudoval roku 1943 na Soloveckých ostrovech námořní učiliště a byl převelen k Severnímu loďstvu Sovětského námořnictva, kde sloužil až do konce války. Pak pracoval jako vedoucí potápěčské čety a také na požární stanici. V té době se rozhodl, že se stane spisovatelem. Roku 1954 vydal svůj první román Океанский патруль (Námořní hlídka). Za svůj život napsal více než dvacet románů, které se odehrávají v období mezi 17. a 20. stoletím.
Pikulova díla se těší velké oblibě u širokých čtenářských vrstev pro svůj napínavý děj. Je mu však vyčítáno příliš volné zacházení s historickými fakty, nevraživost vůči náboženství, zkreslování role církve v ruské společnosti a propagování ruského patriotismu hraničícího se šovinismem a antisemitismem.

## Dílo

### Romány
- Океанский патруль (1954, Námořní hlídka), román o hrdinství námořníků Severnímu loďstva během Velké vlastenecké války.
- Баязет (1961, Bajazet), historický román odehrávající se během rusko-turecké války v letech 1877–1878.
- Париж на три часа (1962, Tři hodiny v Paříži), historický román odehrávající se v roce 1812 po porážce napoleonských vojsk v Rusku.
- На задворках великой империи (V zapadlých koutech velkého impéria), zamýšlená románová trilogie o provinciálním životě v Rusku začátkem 20. století. Trilogie obsahuje tyto díly:
  - Плевелы (1963, Plevely),
  - Белая ворона (1966, Bílá vrána),
  - Судьба князя Мышецкого (Osud knížete Myšeckého), nedokončeno, vydáno roku 1992.
- Из тупика (1968, Ze slepé uličky), román o revolučních událostech v Murmansku.
- Пером и шпагой (1972, Perem a kordem), historický román z doby Bedřicha Velikého.
- Звёзды над болотом (1972, Hvězdy nad močálem), román o životě politických vyhnanců v 60. letech 19. století.
- Моонзунд (1973,[1] Moonzund), román z bojů první světové války v Pobaltí. Jeho tématem jsou poměry v ruském námořnictvu (zejména v jeho Severním loďstvu) v době, kdy se německé námořnictvo snažilo proniknout k Petrohradu přes Rižský záliv a Západoestonské souostroví dobově nazývané Moonzund (odtud název románu).
- Мальчики с бантиками (1974, česky jako Škola plavčíků), autobiografický román.
- Слово и дело (1974–1975. Slovo a skutek), historický román z doby panování carevny Anny Ivanovny.
- Битва железных канцлеров (1977, Bitva železných kancléřů), historický román z doby Otto von Bismarcka.
- Богатство (1977, Bohatství), román o obraně Kamčatky za rusko-japonské války.
- Реквием каравану PQ-17 (1979,[1] Rekviem pro konvoj PQ-17), román líčící zničení britského konvoje do Murmanska roku 1942.
- У последней черты (1979, V poslední linii), historický román o posledních letech vlády Romanovců se silným antisemitským podtextem, autorovo nejproblematičtější dílo.
- Нечистая сила (1979, Nečistá síla), historický román o životě a smrti Grigorie Jefimoviče Rasputina.
- Три возраста Окини-сан (1981, česky jako Admirál a gejša), román líčící životní příběh ruského admirála a japonské gejši na pozadí historických událostí jako byla katastrofální prohra ruského námořnictva v rusko-japonské válce v námořní bitvě u Cušimy.
- Фаворит (1984, Favorit), historický román o oblíbenci carevny Kateřiny II. Grigoriji Alexandrovičovi Potěmkinovi.
- Каждому своё (1985, česky jako Napoleon: stíny mocných), historický román popisující osud Napoleona Bonaparta od jeho uchopení moci až do jeho smrti ve vyhnanství.
- Крейсера (1985, Křižníky), román z rusko-japonské války.
- Честь имею (1986, Mám čest), román o osudech ruského a později sovětského rozvědčíka.
- Каторга (1987,[1] Galeje), román z rusko-japonské války.
- Ступай и не греши (1990, Jdi a nehřeš více), román založený na senzačním případu vraždy milence simferopolské měšťanky v roce 1894.
- Площадь павших борцов (1991, Náměstí padlých bojovníků), první díl nedokončeného dvoudílného románu Барбаросса (Barbarossa) z doby druhé světové války (druhý díl již autor nestačil napsat).
- Псы господни (Psi páně), nedokončený autorův román o řádu jezuitů

### Miniatury
Jako Миниатюры (Miniatury) jsou označovány série Pikulových historických povídek Исторические миниатюры (Historické miniatury) a povídek z námořního prostředí Морские миниатюры (Mořské miniatury).

## Filmové adaptace
- Юнга Северного флота (1974, Plavčík severní flotily), sovětský film podle románu Мальчики с бантиками, režie Vladimír Rogovov.
- Моонзунд (1987, Moonzund), česky jako Bitva na Baltu, sovětský film, režie Alexandr Muratov.
- Бульварный роман 1994, Bulvární román), ruský film podle románu Ступай и не греши, režie Vasilij Panin.
- Баязет (2003, Bajazet), ruský televizní seriál, režie Andrej Černin.
- Богатство (2004, Bohatství), ruský televizní seriál, režie Eldor Urazbajev.
- Конвой PQ-17 (2004, Konvoj PQ-17), ruský televizní seriál podle románu Реквием каравану PQ-17, režie Eldor Urazbajev.
- Фаворит (2005 , Favorit), ruský televizní seriál, režie Alexej Karelin.
- Пером и шпагой (2007, Perem a kordem), ruský televizní seriál, režie Jevgenij Ivanov.

## Česká vydání
- Škola plavčíků, Albatros, Praha 1983, přeložil Jaroslav Hulák.
- Admirál a gejša, Naše vojsko, Praha 1986, přeložila Ludmila Dušková.
- Napoleon: stíny mocných, Lidové nakladatelství, Praha 1989, přeložila Eva Dolejšová.